# Hatikvah
Hatikvah (hebraisk: הַתִּקְוָה, dansk: "Håbet") er Israels nationalsang. Teksterne kommer fra et digt skrevet af Naftali Herz Imber (1856–1909), som var en jødisk digter fra Złoczów (i dag Zolotsjiv i Ukraine), dengang en del af Østrigsk Polen. Imber skrev første version af digtet i 1877 i Iași i Rumænien. Melodien er af Samuel Cohen.
De første syv noder direkte taget fra en scene i Bedřich Smetanas tonedikt "Vltava" (Moldau), som igen muligvis er inspireret af et grundtema, som blandt andet findes i den italienske folkesang "La Mantovana". Den romantiske hymnes tema afspejlede nogle jøders håb om at flytte til Israels land og erklære det en suveræn nation.
Ved den første zionistiske verdenskongres i 1897 i Basel, Schweiz, blev "Hatikvah" valgt til den zionistiske bevægelse officielle sang. Senere blev arrangeret for af komponisten Paul Ben-Haim, som delvist baserede værket på jøde-rumænske folkesange.

## Officielle tekster
Nationalsangens officielle tekster svarer til den første strofe og ændret omkvæd af den oprindelige ni-strofesdigt af Naftali Herz Imber.
| Hebraisk              | Translitteration                  | Engelsk oversættelse                      | Poetisk engelsk oversættelse     | Dansk oversættelse                       |
| --------------------- | --------------------------------- | ----------------------------------------- | -------------------------------- | ---------------------------------------- |
| כֹּל עוֹד בַּלֵּבָב פְּנִימָה     | Kol ‘od balevav penimah           | As long as in the heart, within,          | O while within a Jewish breast,  | Så længe der i hjertet, indeni,          |
| נֶפֶשׁ יְהוּדִי הוֹמִיָּה       | Nefesh yehudi homiyah,            | A Jewish soul still yearns,               | Beats true a Jewish heart,       | længes en jødes sjæl,                    |
| וּלְפַאֲתֵי מִזְרָח, קָדִימָה,   | Ul(e)fa’atei mizrach kadimah,     | And onward, towards the ends of the east, | And Jewish glances turning East, | Og mod østens udkanter, fremad,          |
| עַיִן לְצִיּוֹן צוֹפִיָּה,      | ‘Ayin letziyon tzofiyah;          | an eye still gazes toward Zion;           | To Zion fondly dart;             | stirrer et øje mod Zion,                 |
|                       |                                   |                                           |                                  |                                          |
| עוֹד לֹא אָבְדָה תִּקְוָתֵנוּ,   | ‘Od lo avdah tikvateinu,          | Our hope is not yet lost,                 | O then our Hope—it is not dead,  | Vor håb er ikke forsvundet endnu,        |
| הַתִּקְוָה בַּת שְׁנוֹת אַלְפַּיִם   | Hatikvah bat sh(e)not ’alpayim,   | The hope two thousand years old,          | Our ancient Hope and true,       | Totusind års håb,                        |
| לִהְיוֹת עַם חָפְשִׁי בְּאַרְצֵנוּ, | Lihyot ‘am chofshi b(e)’artzeinu, | To be a free nation in our land,          | To be a nation where Moses led   | om at være et frit folk i vort eget land |
| אֶרֶץ צִיּוֹן וִירוּשָׁלַיִם.    | ’Eretz-Tziyon viy(e)rushalayim.   | The land of Zion and Jerusalem.           | Zion, Jerusalem by even very few | I Zions og Jerusalems land               |